# Anton Andrian
Anton Andrian, avstrijski general, * 1. oktober 1861, † 28. oktober 1944.

## Življenjepis
Med prvo svetovno vojno je bil nadzornik fortifikacij 11. korpusa in direktor fortifikacij v Lvovu.
Upokojen je bil 1. januar 1919.

## Pregled vojaške kariere
Napredovanja
- generalmajor: 1. november 1913 (z dnem 2. novembrom 1913)
- podmaršal: 1. maj 1916 (z dnem 5. majem 1916)